# 자유 소프트웨어 사용권
자유 소프트웨어 사용권(free software license)은 소프트웨어를 수정하고 다시 배포할 수 있는 권한을 제공하는 소프트웨어 사용권이다. 자유 소프트웨어 사용권은 저작권이 있는 작품을 수정하거나 배포하는 권한의 형태로서 자유를 제공하는 것이다. 이러한 자유는 이진 형태가 아니며 사용권은 사용자에게 어느 정도의 자유를 허락한다. 자유 소프트웨어 사용권의 권한을 받으려면 사용권은 자유 소프트웨어의 정의에 기술된 권리들을 제공하거나, 이를 기반으로 한 유사한 정의들 가운데 하나를 제공하여야 한다. BSD 허가서가 최초의 자유 소프트웨어 사용권 가운데 하나이다.

## 같이 보기
- 개발자 원천 증명
- 소프트웨어 사용권 동의
- 퍼블릭 도메인
- 소프트웨어 사용권